# Брадфорд (Вермонт)
Брадфорд (англ. Bradford) — місто (англ. town) в США, в окрузі Орандж штату Вермонт. Населення — 2790 осіб (2020).

## Демографія
Згідно з переписом 2010 року, у місті мешкало 2797 осіб у 1104 домогосподарствах у складі 725 родин. Було 1281 помешкання
Расовий склад населення:
| - 96,5 % — білих - 0,7 % — азіатів - 0,4 % — корінних американців - 0,4 % — чорних або афроамериканців |

До двох чи більше рас належало 1,5 %. Частка іспаномовних становила 0,9 % від усіх жителів.
За віковим діапазоном населення розподілялося таким чином: 25,5 % — особи молодші 18 років, 60,8 % — особи у віці 18—64 років, 13,7 % — особи у віці 65 років та старші. Медіана віку мешканця становила 40,1 року. На 100 осіб жіночої статі у місті припадало 91,1 чоловіків;  на 100 жінок у віці від 18 років та старших — 92,7 чоловіків також старших 18 років.
Середній дохід на одне домашнє господарство  становив 60 187 доларів США (медіана — 49 667), а середній дохід на одну сім'ю — 71 468 доларів (медіана — 70 341). Медіана доходів становила 42 361 долар для чоловіків та 40 352 долари для жінок. За межею бідності перебувало 12,7 % осіб, у тому числі 10,9 % дітей у віці до 18 років та 14,2 % осіб у віці 65 років та старших.
Цивільне працевлаштоване населення становило 1381 особа. Основні галузі зайнятості: освіта, охорона здоров'я та соціальна допомога — 33,7 %, будівництво — 12,4 %, роздрібна торгівля — 11,0 %.